# سامانه علی
در تئوری کنترل و همچنین در ریاضیات کاربردی سامانهٔ علّی به سامانه‌ای گویند که خروجی آن تنها به مقادیر ورودی در زمان حال و گذشته (و نه آینده) سیستم وابسته است. به عبارت دیگر سامانه از قانون علیت تبعیت می‌کند؛ یعنی: